# Buariki Village (ort i Onotoa)
Buariki Village är en ort i Kiribati.   Den ligger i örådet Onotoa och ögruppen Gilbertöarna, i den sydöstra delen av landet, 500 km sydost om huvudstaden Tarawa. Buariki Village ligger 11 meter över havet och antalet invånare är 213. Den ligger på ön Tanyah Island.
Terrängen runt Buariki Village är mycket platt.  Närmaste större samhälle är Temao Village, 1,8 km söder om Buariki Village. 